# Bataille de Stołowicze

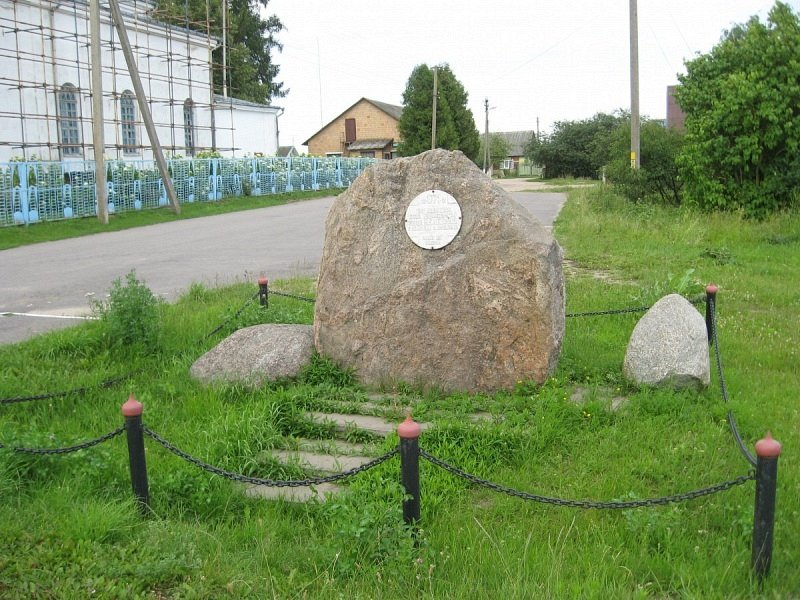
Monument commémoratif de la bataille à Stołowicze.

La bataille de Stołowicze, survenue le 13 (24) septembre 1771 dans l'ouest de la Biélorussie actuelle, est un épisode décisif du conflit entre l'Empire russe et la confédération de Bar.

## Préliminaires
La confédération de Bar est créée en 1768, en Podolie, dans la ville de Bar. Elle unit des nobles polonais et lituaniens hostiles à l'influence de la Russie sur la république des Deux Nations, et notamment à la reconnaissance à la demande de l'ambassadeur russe, le prince Nicolas Repnine, des droits des non-catholiques (la question des dissidents (ru)), ainsi qu'aux « compromissions » du roi Stanislas Poniatowski.
À la demande de la République, des troupes russes sont alors envoyées contre les confédérés. Bien que les forces russes soient mobilisées par la guerre russo-turque de 1768-1774, Bar, Lviv et  Cracovie, sont reprises rapidement aux confédérés, mais des soulèvements contre la noblesse se produisent dans d'autres parties de la République, dont la Kolyivchtchyna en Petite Russie .
Après qu'Alexandre Souvorov a battu Charles François Dumouriez lors de la Bataille de Lanckorona, les derniers espoirs de la confédération reposent sur le grand hetman de Lituanie, le comte Michał Kazimierz Ogiński. Longtemps hésitant, ce magnat tente de convaincre la France d'intervenir aux côtés de la confédération de Bar, en promettant le trône polonais en cas de victoire. Il attaque ensuite brusquement la légion de Saint-Pétersbourg, commandée par le colonel Albytchev, près de Baranavitchy, et l'écrase, faisant prisonniers 500 hommes et laissant Abytchev lui-même parmi les morts. Après cette victoire, les nobles polonais et lituaniens commencent à se rallier à lui.

## Bataille
Pour Alexandre Souvorov, il est clair que des forces importantes peuvent se regrouper autour de Michel Oginski. Il décide donc d'intervenir immédiatement.  Avec une escouade de 900 hommes, en parcourant en quatre jours environ deux cents verstes, il atteint la petite ville de Stołowicze (pl), où se trouve le gros des forces d'Oginski. Malgré son infériorité numérique, Souvorov, fidèle à sa tactique habituelle, attaque immédiatement. 
Le détachement russe s'empare sans bruit des postes de garde et fait irruption dans la ville. Ne laissant pas au confédérés le temps de récupérer, les Russes, auxquels se rallient les soldats d'Albytchev jusqu'alors prisonniers, nettoient la ville au sabre et à la baïonnette. 
Le reste des troupes polono-lituaniennes — environ 500 cavaliers des milices équestres nobles — campent dans un champ. Sans leur laisser le temps de réagir, Souvorov les attaque à l'aube, avec un demi-escadron (78 carabiniers) du régiment de carabiniers de Saint-Pétersbourg et les disperse. Il libère 435 prisonniers du détachement d'Albytchev, et reprend possession de deux de leurs canons.
La victoire est complète. Michel Oginski parvient à fuir à l'étranger avec une douzaine de hussards et son secrétaire Franciszek Chomiński (ru).

## Conséquences
La bataille de Stołowicze est décisive. Tout l'approvisionnement et l'artillerie d'Oginski sont pris. C'est la fin de la révolte en Lituanie. Souvorov récompense chacun ses soldats sur ses fonds d'un rouble d'argent. Il est lui-même décoré pour cette victoire de l'ordre de Saint-Alexandre-Nevski.